# 帕肖 (密蘇里州)
帕肖（英語：Pashaw）是位於美國密蘇里州弗農縣的鬼鎮。

## 歷史
帕肖的郵局於1888年設立，其後於1905年停運。

## 地理
帕肖所處的海拔為高於海平面254米（即833英呎），而該地所採用的時區為UTC-6，即北美中部時區（CST）。同時該地設有夏令時間，為UTC-6調快一小時，即UTC-5（CDT）。